# 임은수 (축구 선수)
임은수(한국 한자: 林恩水, 1996년 4월 1일 ~ )는 현 K리그1 대전 하나 시티즌 소속의 축구 선수로, 포지션은 수비수이다.